# Наум Темчев
Наум Христов Темчев е български просветен деец от късното Българско възраждане в Македония.

## Биография
Наум Темчев е роден в 1869 година в костурското село Загоричани, тогава в Османската империя, днес Василиада, Гърция. Завършва първоначално образование в Загоричани в 1882/1883 година. След това, в 1890 година завършва Солунската българска мъжка гимназия с петия випуск. От учебната 1897/1898 година е учител в Българското класно девическо училище в Битоля (преподава български език и математика), а през следващата 1898/1899 година освен тях и география и химия. На 1 септември 1899 година е назначен и в Битолската българска класическа гимназия, където преподава български език, физика и аритметика.
По-късно е главен учител е в българското класно училище в Костур. Помощници в 1895 година са му Апостол Грежов от Дъмбени, Андрей Христов от Велес и Иван Чеков от Екши Су. Назначеният за председател на българската община в града Търпо Поповски пише за Темчев:
| „ | Главният учител Темчев по характер е кротък и смирен, добър канцлерист... | “ |

Темчев влиза в конфликт с колегите си и с Поповски и е сменен от Екзархията с Иван Лимончев от Охрид.
В 1905 година по време на Загоричанското клане е директор на девическото училище в Битоля и преподава и в Битолската българска гимназия и допринася значително за уведомяването на българския търговски агент Андрей Тошев и европейските консули. Баща му е убит в клането.
Назначен е за директор на Битолската гимназия. През 1908 година Наум Темчев е назначен за директор на Девическата гимназия в Скопие.
След Младотурската революция в 1908 година става деец на Съюза на българските конституционни клубове и е избран за делегат на неговия Учредителен конгрес от Скопие.
В 1910 година под псевдонима Недин издава в Скопие „Спомени отъ една обиколка прѣзъ 1903 година“, разказ за обиколката му с владиката Григорий Пелагонийски и Търпо Поповски из пострадалите при потушаването на Илинденско-Преображенското въстание в 1903 година български села в Битолско.
От 1910 година е учител в Солунската българска гимназия. В 1911 – 1912 година преподава в Солунската българска девическа гимназия.
След Междусъюзническата война, се установява в Ксанти, България, където е председател на Костурското благотворително братство. След като Ксанти е предаден на Гърция в 1919 година се установява св Пловдив, където се пенсионира. Дописник е на вестник „Мир“.
През 1930 година издава спомени за Загоричани в съавторство с Илия Патеров и Дамян Илиев.
През 1942 година публикува в списание „Илюстрация Илинден“ редица статии за жертвите на Илинденско-Преображенското въстание в Западна Македония.